# Discografia dei Queensrÿche
Questa che segue è una lista completa di album in studio, album dal vivo, raccolte, EP, singoli e DVD che i Queensrÿche hanno pubblicato tra il 1983 e il 2015.

## Discografia

### Album in studio
| 1984                                                                                               | The Warning - Pubblicato: 7 settembre 1984 - Etichetta: EMI - Formati: CD, MC, LP, download digitale                                                  | 61 | —   | —  | —  | —   | —   | —  | 42 | —  | 100 | - US: Oro                                     |
| 1986                                                                                               | Rage for Order - Etichetta: luglio 1986 - Etichetta: EMI - Formati: CD, MC, LP, download digitale                                                     | 47 | —   | —  | 58 | —   | 31  | —  | 47 | —  | 66  | - US: Oro                                     |
| 1988                                                                                               | Operation: Mindcrime - Pubblicato: 3 maggio 1988 - Etichetta: EMI - Formati: CD, MC, LP, download digitale                                            | 50 | —   | —  | 40 | 64  | 29  | —  | 25 | 21 | 58  | - US: Platino                                 |
| 1990                                                                                               | Empire - Pubblicato: 10 settembre 1990 - Etichetta: EMI - Formati: CD, MC, LP, download digitale                                                      | 7  | —   | 18 | 22 | 18  | 56  | 14 | 26 | 22 | 13  | - CAN: Platino - UK: Argento - US: 3× Platino |
| 1994                                                                                               | Promised Land - Pubblicato: 18 ottobre 1994 - Etichetta: EMI - Formati: CD, MC, download digitale                                                     | 3  | —   | 28 | 10 | 16  | 16  | —  | 6  | 14 | 13  | - CAN: Oro - US: Platino                      |
| 1997                                                                                               | Hear in the Now Frontier - Pubblicato: 25 marzo 1997 - Etichetta: EMI - Formati: CD, MC, download digitale                                            | 19 | 25  | 41 | 19 | 60  | —   | 36 | 13 | —  | 46  |                                               |
| 1999                                                                                               | Q2K - Pubblicato: 14 settembre 1999 - Etichetta: Atlantic - Formati: CD, MC, download digitale                                                        | 46 | —   | —  | 21 | 65  | —   | 67 | 60 | —  | —   |                                               |
| 2003                                                                                               | Tribe - Pubblicato: 22 luglio 2003 - Etichetta: Sanctuary - Formati: CD, DVD, download digitale                                                       | 56 | —   | —  | 52 | 245 | 79  | —  | —  | —  | 193 |                                               |
| 2006                                                                                               | Operation: Mindcrime II - Pubblicato: 14 marzo 2006 - Etichetta: Rhino - Formati: CD, LP, download digitale                                           | 14 | 97  | —  | 51 | 27  | 35  | 27 | 18 | 59 | 107 |                                               |
| 2009                                                                                               | American Soldier - Pubblicato: 31 marzo 2009 - Etichetta: Rhino - Formati: CD, download digitale                                                      | 25 | —   | —  | 65 | 39  | 100 | —  | —  | 71 | 149 |                                               |
| 2011                                                                                               | Dedicated to Chaos - Pubblicato: 28 giugno 2011 - Etichetta: Roadrunner, Loud & Proud - Formati: CD, download digitale                                | 70 | —   | —  | 62 | 167 | —   | —  | —  | 71 | —   |                                               |
| 2013                                                                                               | Frequency Unknown (pubblicato dai Queensrÿche con Geoff Tate) - Pubblicato: 23 aprile 2013 - Etichetta: Deadline - Formati: CD, LP, download digitale | 82 | —   | —  | —  | —   | —   | —  | —  | —  | —   |                                               |
| 2013                                                                                               | Queensrÿche - Pubblicato: 25 giugno 2013 - Etichetta: Century Media - Formati: CD, LP, download digitale                                              | 23 | 89  | —  | 47 | 163 | —   | —  | 46 | 44 | 154 |                                               |
| 2015                                                                                               | Condition Hüman - Pubblicato: 2 ottobre 2015 - Etichetta: Century Media - Formati: CD, LP, download digitale                                          | 27 | 104 | —  | 26 | —   | —   | 51 | —  | 54 | 77  |                                               |
| "—" indica una pubblicazione che non si è classificata o che non è stata pubblicata in quel Paese. | |    |     |    |    |     |     |    |    |    |     |                                               |

### Album tributo
| Anno | Titolo                                                                                            | Classifiche |
| Anno | Titolo                                                                                            | US          |
| ---- | ------------------------------------------------------------------------------------------------- | ----------- |
| 2007 | Take Cover - Pubblicato: 13 novembre 2007 - Etichetta: Rhino - Formati: CD, LP, download digitale | 173         |

### Album dal vivo
| 1991                                                                                               | Operation: Livecrime - Pubblicato: 28 ottobre 1991 - Etichetta: EMI - Formati: CD, download digitale   | 38  | —  |
| 2001                                                                                               | Live Evolution - Pubblicato: 25 settembre 2001 - Etichetta: Sanctuary - Formati: CD, download digitale | 143 | —  |
| 2004                                                                                               | The Art of Live - Pubblicato: 8 giugno 2004 - Etichetta: Sanctuary - Formati: CD, download digitale    | —   | —  |
| 2007                                                                                               | Extended Versions - Pubblicato: 27 febbraio 2007 - Etichetta: Sony Music - Formati: CD                 | —   | —  |
| 2007                                                                                               | Mindcrime at the Moore - Pubblicato: 3 luglio 2007 - Etichetta: Rhino - Formati: CD, download digitale | —   | 78 |
| "—" indica una pubblicazione che non si è classificata o che non è stata pubblicata in quel Paese. | |     |    |

### Raccolte
| 1990                                                                                               | Evolution Calling - Pubblicato: 1990 - Etichetta: EMI - Formati: CD, MC, download digitale                                    | —   |
| 2000                                                                                               | Greatest Hits - Pubblicato: 27 giugno 2000 - Etichetta: Virgin - Formati: CD, download digitale                               | 149 |
| 2003                                                                                               | Classic Masters - Pubblicato: 11 marzo 2003 - Etichetta: EMI, Capitol - Formati: CD, download digitale                        | —   |
| 2003                                                                                               | Revolution Calling - Pubblicato: 10 giugno 2003 - Etichetta: EMI, Capitol - Formati: CD, download digitale                    | —   |
| 2007                                                                                               | Sign of the Times: The Best of Queensrÿche - Pubblicato: 28 agosto 2007 - Etichetta: Capitol - Formati: CD, download digitale | —   |
| 2008                                                                                               | The Collection - Pubblicato: 7 giugno 2008 - Etichetta: EMI - Formati: CD                                                     | —   |
| 2011                                                                                               | 10 Great Songs - Pubblicato: 14 giugno 2011 - Etichetta: Capitol - Formati: CD                                                | —   |
| "—" indica una pubblicazione che non si è classificata o che non è stata pubblicata in quel Paese. | |     |

## Extended play
| Anno | Titolo                                                                                        | Classifiche |
| Anno | Titolo                                                                                        | US          |
| ---- | --------------------------------------------------------------------------------------------- | ----------- |
| 1983 | Queensrÿche - Pubblicato: 1983 - Etichetta: 206, EMI - Formati: LP, MC, CD, download digitale | 81          |

## Singoli
| 1984                                                                                               | Take Hold of the Flame            | —   | —  | —  | —  | —  | —  | —  | —  | —  | The Warning                 |
| 1986                                                                                               | Gonna Get Close to You            | —   | —  | —  | —  | —  | —  | —  | —  | 91 | Rage for Order              |
| 1988                                                                                               | Eyes of a Stranger                | —   | 35 | —  | —  | —  | —  | —  | —  | 59 | Operation: Mindcrime        |
| 1989                                                                                               | I Don't Believe in Love           | —   | —  | —  | —  | —  | —  | —  | —  | —  | Operation: Mindcrime        |
| 1990                                                                                               | Empire                            | —   | 22 | —  | —  | —  | —  | —  | —  | —  | Empire                      |
| 1991                                                                                               | Silent Lucidity                   | 9   | 1  | 44 | 7  | 46 | 21 | 11 | 24 | 18 | Empire                      |
| 1991                                                                                               | Best I Can                        | —   | 28 | —  | —  | —  | —  | —  | —  | 36 | Empire                      |
| 1991                                                                                               | Jet City Woman                    | —   | 6  | —  | 92 | —  | —  | —  | —  | 39 | Empire                      |
| 1991                                                                                               | Another Rainy Night (Without You) | —   | 7  | —  | 76 | —  | —  | —  | —  | —  | Empire                      |
| 1992                                                                                               | Anybody Listening?                | —   | 16 | —  | —  | —  | —  | —  | —  | —  | Empire                      |
| 1993                                                                                               | Real World                        | 111 | 3  | —  | —  | —  | —  | —  | —  | —  | Last Action Hero soundtrack |
| 1994                                                                                               | I Am I                            | —   | 8  | —  | 76 | —  | —  | —  | —  | 40 | Promised Land               |
| 1994                                                                                               | Bridge                            | —   | 6  | —  | 51 | —  | —  | —  | —  | 40 | Promised Land               |
| 1997                                                                                               | Sign of the Times                 | —   | 3  | —  | 52 | —  | —  | —  | —  | —  | Hear in the Now Frontier    |
| 2007                                                                                               | Welcome to the Machine            | —   | —  | —  | —  | —  | —  | —  | —  | —  | Take Cover                  |
| 2011                                                                                               | Get Started                       | —   | —  | —  | —  | —  | —  | —  | —  | —  | Dedicated to Chaos          |
| 2013                                                                                               | Cold                              | —   | —  | —  | —  | —  | —  | —  | —  | —  | Frequency Unknown           |
| "—" indica una pubblicazione che non si è classificata o che non è stata pubblicata in quel Paese. |                                   |     |    |    |    |    |    |    |    |    |                             |

## Videografia

### Album video
| Data           | Titolo                 | Etichetta           | Certificazioni   | Contenuti |
| -------------- | ---------------------- | ------------------- | ---------------- | --- |
| 1984           | Live in Tokyo          | Sony Music          |                  | Registrato dal vivo al Nihon Seinen-kam, Tokyo, Giappone il 5 agosto 1984. È la seconda data del tour di The Warning. Ora il video è fuori produzione.                  |
| 1989           | Video: Mindcrime       | EMI                 | Platinum (US)    | Video dall'album Operation: Mindcrime. Realizzato in DVD nel 2006 ed incluso nell'Operation: Mindcrime 2cd+1dvd box set.                                                |
| 1991           | Operation: Livecrime   | EMI                 | 2x Platinum (US) | Registrazioni dal vivo delle canzone dell'album Operation: Mindcrime. In origine era stato pubblicato su VHS/CD o VHS/cassette, venne distribuito su DVD solo nel 2001. |
| 1992           | Building Empires       | EMI                 | Gold (US)        | Interviste, video e filmati di repertorio. |
| 20 aprile 2004 | The Art of Live        | Sanctuary Records   |                  | Filmato nell'estate del 2003 durante il tour di Tribe. |
| 3 giugno 2007  | Mindcrime at the Moore | Rhino Entertainment |                  | Registrazione integrale dal vivo di Operation: Mindcrime e Operation: Mindcrime II.                                                                                     |